# Shinobu Terajima
Pour les articles homonymes, voir Terajima.
Shinobu Terajima (寺島 しのぶ, Terajima Shinobu), née le 28 décembre 1972 à Kyoto, est une actrice japonaise.

## Biographie
Shinobu Terajima est fille de l'acteur de théâtre kabuki Onoe Kikugorō VII (ja) et de l'actrice Sumiko Fuji.
Elle a été membre de la compagnie théâtrale Bungakuza de 1992 à 1996.
En 2023, 23 ans après sa mère Sumiko Fuji, elle remporte le prix Kinuyo Tanaka  qui récompense l'actrice pour l'ensemble de sa carrière.

### Vie privée
Shinobu Terajima s'est mariée avec le directeur artistique français Laurent Ghnassia le 26 février 2007. Le couple a un enfant, Mahoro Terajima (ja), né le 12 septembre 2012 et qui a commencé une carrière d'acteur de kabuki,.

## Filmographie partielle

### Au cinéma
- 2003 : Akame 48 Waterfalls (赤目四十八瀧心中未遂, Akame shijūyataki shinjūmisui?) de Genjirō Arato : Aya
- 2003 : Vibrator (ヴァイブレータ?) de Ryūichi Hiroki : Rei Hayakawa
- 2005 : Tokyo Tower (東京タワー?) de Takashi Minamoto (ja) : Kimiko Kawano
- 2005 : Riding Alone : Pour un fils (Qian li zou dan ji) de Zhang Yimou : Rie Takata
- 2010 : Le Soldat dieu (キャタピラー, Kyatapirā?) de Kōji Wakamatsu : Shigeko Kurokawa
- 2012 : 25 novembre 1970 : le jour où Mishima choisit son destin (11・25自決の日 三島由紀夫と若者たち, 11.25 Jiketsu no hi: Mishima Yukio to wakamonotachi?) de Kōji Wakamatsu
- 2012 : La Tragédie du Japon (日本の悲劇, Nihon no higeki?) de Masahiro Kobayashi : Tomoko Murai
- 2013 : R100 (あーるひゃく, Āru hyaku?) de Hitoshi Matsumoto : la dominatrice Whip
- 2014 : Higurashi no ki (蜩ノ記?) de Takashi Koizumi
- 2015 : Savage Night de Kristof Sagna (court-métrage)[4],[5]
- 2016 : The Shell Collector (シェル・コレクター?) de Yoshifumi Tsubota (ja) : Izumi
- 2017 : Oh Lucy! d'Atsuko Hirayanagi (en) : Setsuko
- 2017 : Dear Etranger (幼な子われらに生まれ, Osanago warera ni umare?) de Yukiko Mishima : Yuka
- 2018 : Dare to Stop Us (止められるか、俺たちを, Tomerareru ka, oretachi o?) de Kazuya Shiraishi
- 2020 : A Family (ヤクザと家族 The Family, Yakuza to kazoku: The Family?) de Michihito Fujii (ja) : Aiko
- 2021 : Intolérance (空白, Kūhaku?) de Keisuke Yoshida[6]
- 2022 : Tenma-sō no san shimai (天間荘の三姉妹?) de Ryūhei Kitamura
- 2022 : Achira ni iru oni (あちらにいる鬼?) de Ryūichi Hiroki

### À la télévision
- 2010 : Ryōmaden (龍馬伝?) (drama)

## Doublage
- 2020 : Aya et la Sorcière (アーヤと魔女, Āya to majo?) de Gorō Miyazaki : Bella Yaga

## Distinctions
Shinobu Terajima a remporté les prix de la meilleure actrice au 46e Blue Ribbon Awards (pour Akame 48 Waterfalls et Vibrator), au 28e Hōchi Film Awards (pour Akame 48 Waterfalls) et à la 25e édition du festival du film de Yokohama pour Vibrator. Elle a également remporté le prix de la meilleure actrice pour Le Soldat dieu au 60e Festival du film de Berlin et au 65e prix du film Mainichi.